# Тамара Костаке
Тамара Костаке (23 липня 1970) — румунська плавчиня.
Учасниця Олімпійських Ігор 1988 року. Чемпіонка світу з водних видів спорту 1986 року.
Чемпіонка Європи з водних видів спорту 1987 року.